# National Gallery of Australia

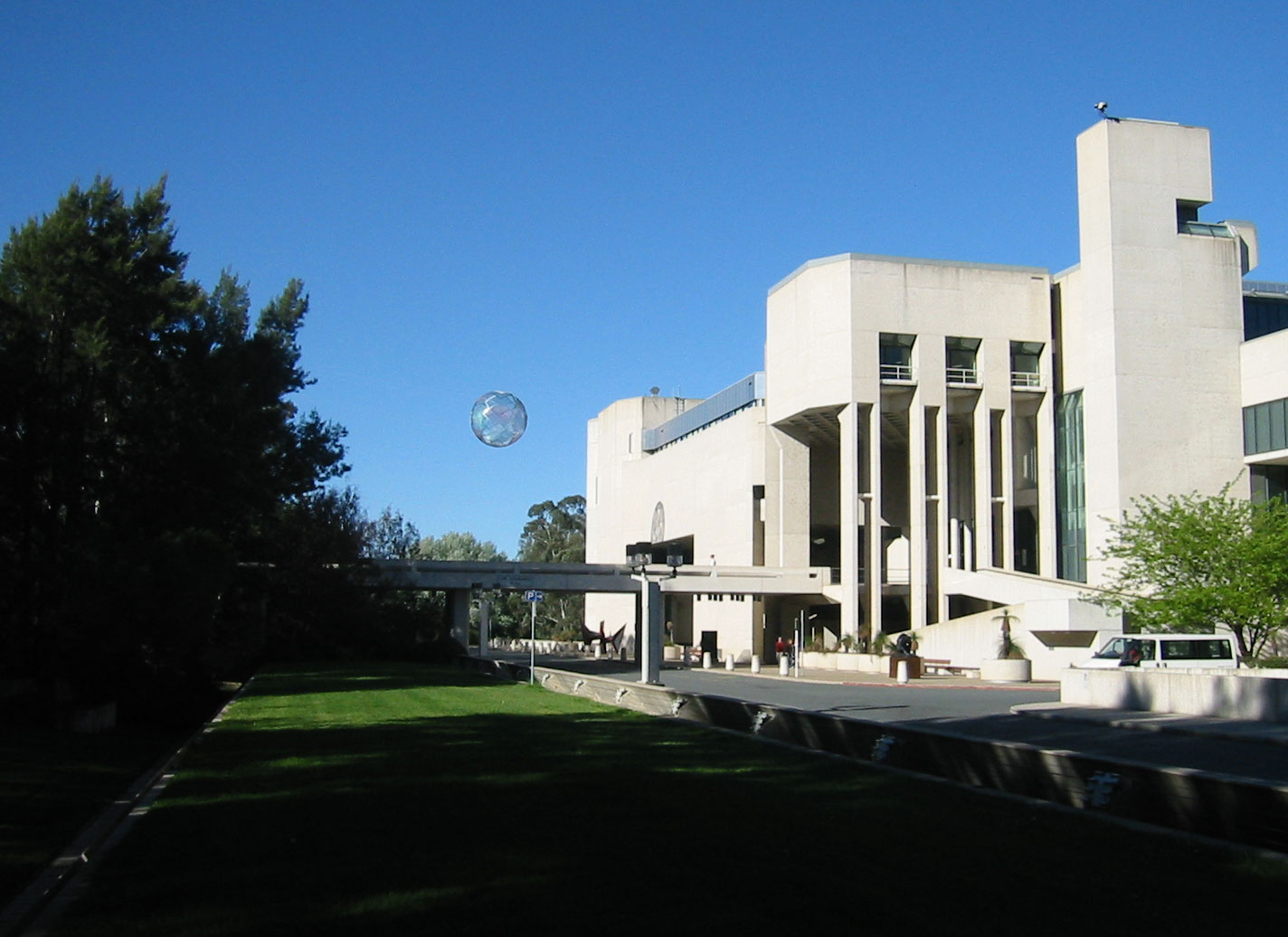
National Gallery of Australia

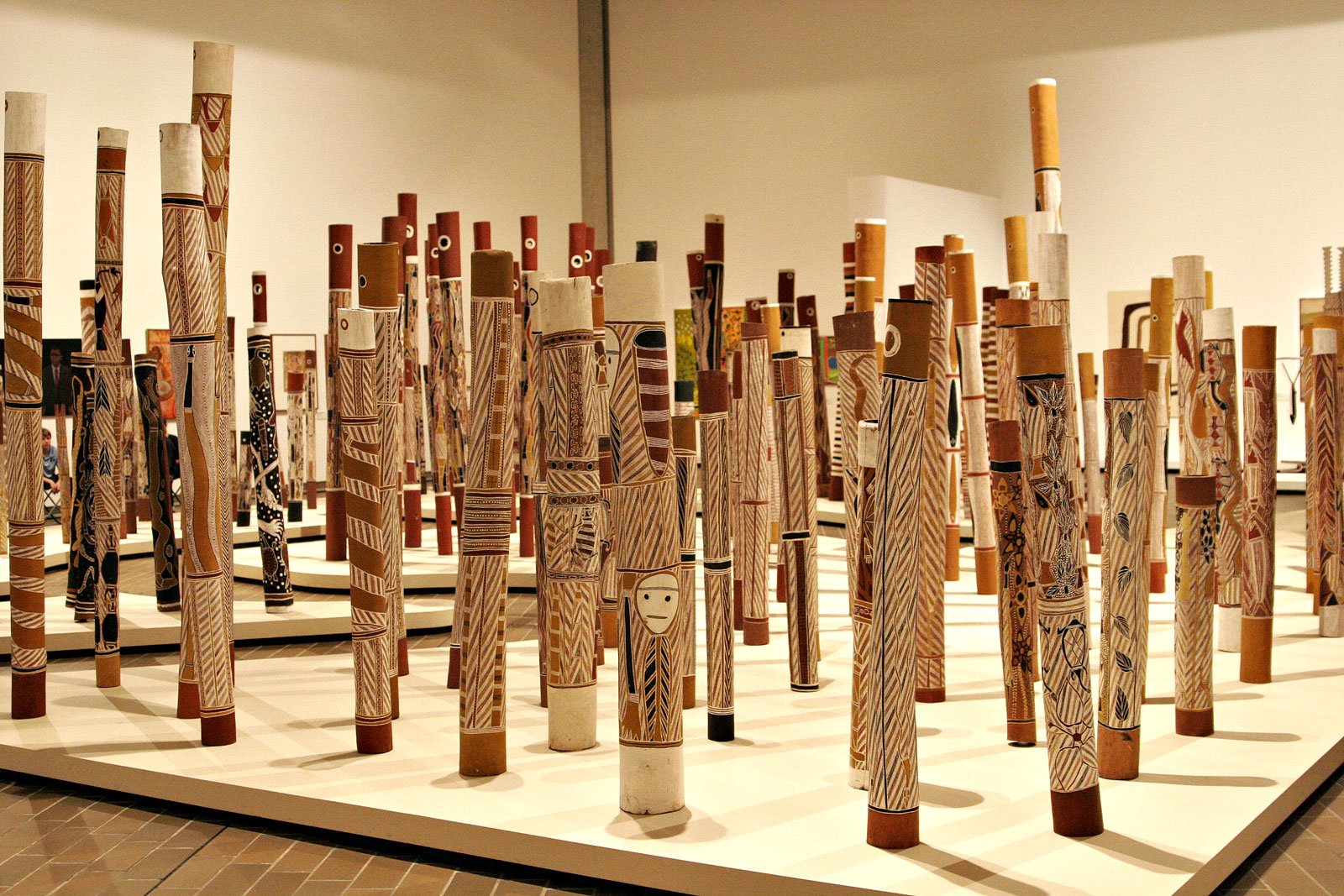
Hollow Log Tombs - Aboriginal Art

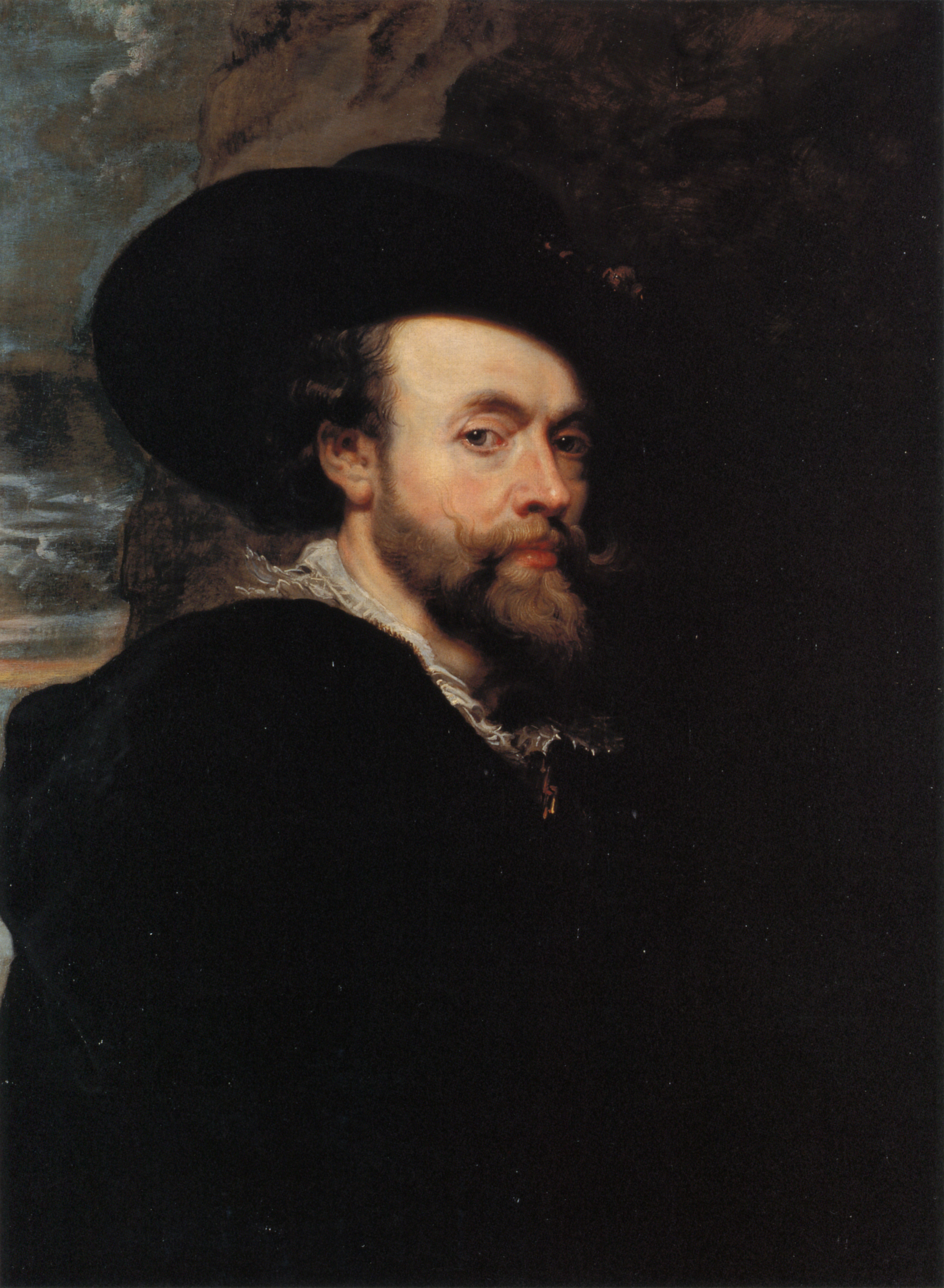
Zelfportret van Peter Paul Rubens

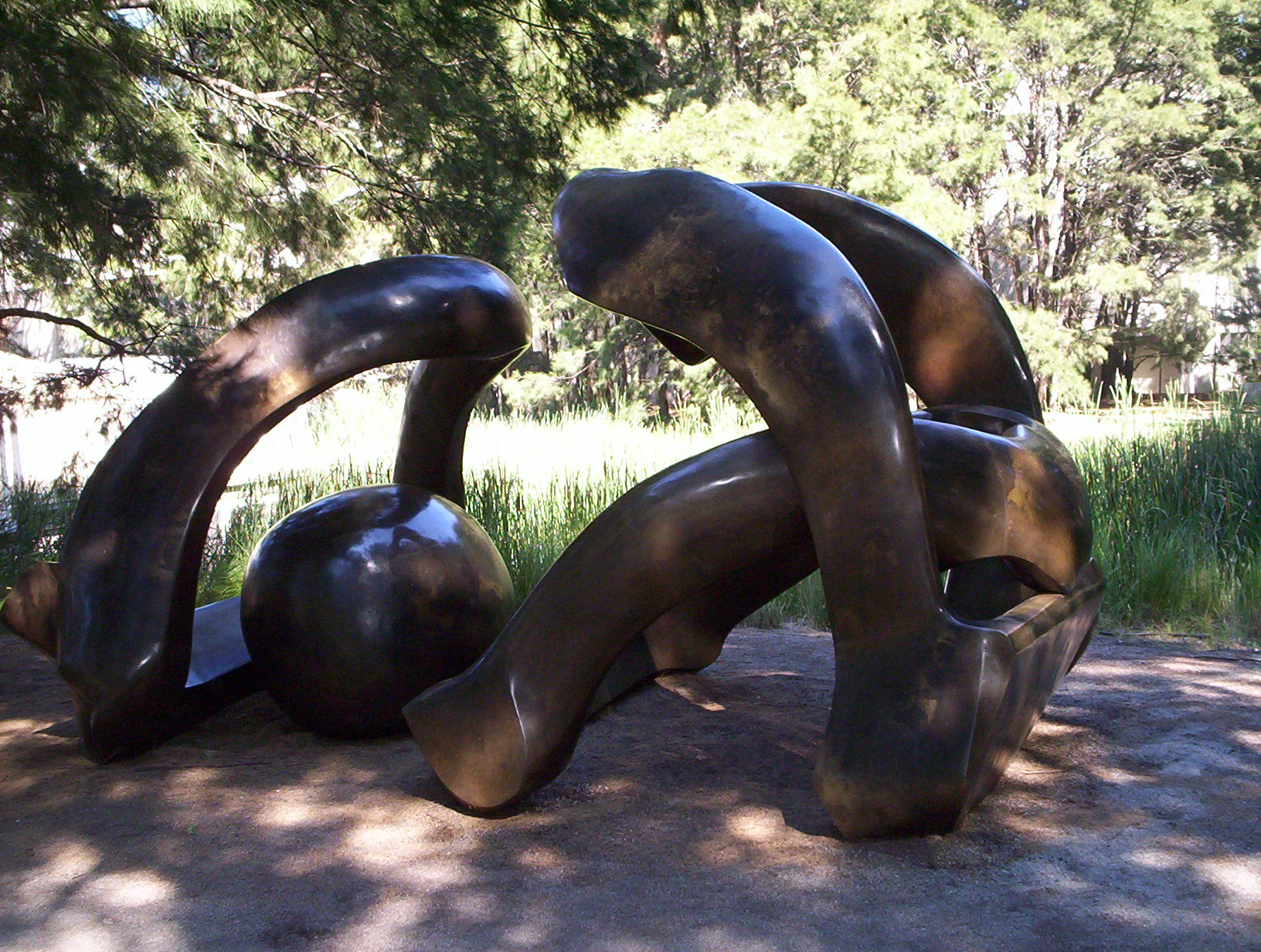
Hill Arches van Henry Moore in het beeldenpark

De National Gallery of Australia is het belangrijkste museum van de Australische hoofdstad Canberra.
Het museum, dat is gespecialiseerd in negentiende- en twintigste-eeuwse kunst, is gelegen aan de oever van Lake Burley Griffin en werd in 1982 geopend. Het museum maakt deel uit van de zogenaamde Parliamentary Triangle naar een ontwerp van Walter Burley Griffin en wordt gevormd door het Parliamentary House, de City Hall, het High Court en de National Gallery.

## Collecties
De navolgende collecties worden in het museum getoond:
- Australische kunst:
  - Aboriginal en Torres Strait Islander kunst (veelal hedendaagse, maar ook traditioneel)
  - Australische kunst in de Europese traditie, waaronder Arthur Streeton en Tom Roberts
- Europese Kunst: Oude (zoals Zelfportret van Peter Paul Rubens) en moderne kunst; met nadruk op de Modernen)
- Kunst uit Zuidoost- en Oost-Azië (vooral traditioneel)
- Internationale moderne kunst
- Internationaal handwerk (Crafts)
- Beeldenpark

## Bekende kunstwerken
Tot de bekendste werken van het museum behoort Blue Poles: Number 11, 1952, een dripping painting van de Amerikaanse schilder Jackson Pollock. De koop van het schilderij in 1974 door de regering van Australië was uiterst omstreden.
Andere werken in de collectie Internationale moderne kunst:
- Paul Cézanne - Afternoon in Naples
- Claude Monet - Heystacks, Miday, Water lilies
- Fernand Léger - Trapeze Artists
- Jackson Pollock - Totem lesson 2
- Willem de Kooning - Woman V
- Andy Warhol - Elvis, Electric chair
- Mark Rothko - Multiform, Black, brown on maroon or Deep red and black
- Roy Lichtenstein - Kitchen stove
- David Hockney - A Bigger Grand Canyon
- Lucian Freud - After Cézanne
- Ron Mueck - Pregnant Woman